# Station Curchy-Dreslincourt
Station Curchy-Dreslincourt is een spoorwegstation in de Franse gemeente Curchy.